# Marais-Vernier
Marais-Vernier è un comune francese di 506 abitanti situato nel dipartimento dell'Eure nella regione della Normandia.

## Società

### Evoluzione demografica
Abitanti censiti